# Јекатерина Макарова
Јекатерина Валеријевна Макарова (рус. Екатерина Валерьевна Макарова; Москва, 7. јун 1988) је бивша руска тенисерка. Најбољи пласман на ВТА ранг листи јој је било осмо место. У досадашњој каријери је у појединачној конкуренцији освојила три трофеја и дошла до два полуфинала гренд слем турнира.
У конкуренцији парова је дошла до првог места на ВТА листи, а заједно са сународицом Јеленом Веснином је освојила три гренд слем турнира, ВТА првенство и златну медаљу на Олимпијским играма 2016. у Рио де Жанеиру. Макарова је са репрезентацијом Русије освојила Фед куп 2008. године.

## Приватни живот
Јекатерина Макарова рођена је 7. јуна 1988. у Москви (данас Русија, тада СССР) као кћерка Валерија и Олге, а има и брата Андреја. Њен отац је банкар, а мајка домаћица.
Тенис је почела да игра са шест година. Макарова течно говори руски и енглески језик, а велики је обожавалац фудбала и музике Џенифер Лопез.

## Каријера

### 2003-2005
На свом првом професионалном турниру у "Електросталу" је стигла до четвртфинала у којем губи меч против Олге Савчук. На свом последњем турниру 2003. године у Жуковском, граду у Русији, изгубила је у првом колу. Потом је играла у Каиру и стигла до другог кола као квалификант. У Анталији је освојила прву титулу у каријери победом над Катерином Авдијенко. У Таргу Мурешу у Румунији, Макарова је освојила своју другу титулу и новчану награду од 10 хиљада долара без испуштеног сета, победивши Симону Матеи у финалу. У Москви је обезбедила прву победу и пласман у топ 100.

### 2006-2007
На ITF такмичењу у Москви је стигла до финала победивши Весну Манасијеву у четвртфиналу и Ану Лапушченкову у полуфиналу, али губи меч против Евгеније Родине. Макарова је 2007. годину започела поразом од Олге Блахотове у Тампи на Флориди. У Москви је освојила титулу победом над Евгенијом Гренбењук и Евгенијом Родином у финалу. Макарова је ушла у жреб квалификација за Отворено првенство Француске победивши Ерику Такао, али је поново поражена од Ралуке Олару. Затим је у Загребу стигла до полуфинала, пре него што је изгубила од Кире Нађ. Макарова је тада изгубила у квалификацијама за првенство Вимблдона од Барборе Захлавове-Стрицове након што је победила Лилију Остерлох. Макарова се квалификовала за свој први гренд слем главни жреб на Ју-Ес Опену; у главном жребу победила је Јулију Шруф и Аи Сугијаму, али је изгубила од актуелне светске број 1 и коначног шампиона, Жистин Енен и то у узастопним сетовима. На свом последњем турниру одржаном у Минску стигла је до другог кола, у којем је била поражена од Екатерине Џехалевич.

### 2009
2009. годину је започела у Сиднеју где је изгубила у првом колу од Елене Дементијеве. На Аустралијан опену је поражена у другом колу.
На Летњој Универзијади 2009. у Београду освојила је златну медаљу у конкуренцији женских парова, а за Фед куп репрезентацију Русије наступа од 2008. године. Макарова се 2009. пласирала у два узастопна финала, у Фесу и Есторилу, али је поражена у оба. Своју прву титулу у појединачној конкуренцији освојила је на Међународном првенству Истборна 2010, победивши у финалу Викторију Азаренку са 7–6(5), 6–4. Током своје каријере, Макарова је такође освојила и један турнир у конкуренцији парова, а победила је и високо рангиране тенисерке као што су Вера Звонарјова, Агнеш Савај, Ана Чакветадзе, Флавија Пенета, Нађа Петрова, Светлана Кузњецова, Саманта Стосур и Ана Ивановић.
На Отвореном првенству Кореје, Макарова је изгубила у првом колу од Сибил Бамер, док је у Токију поражена од Агњешке Радвањске. На Отвореном првенству Кине стигла је до другог кола где је изгубила од Серене Вилијамс.

### 2010
Макарова је почела сезону у Бризбејну где је изгубила у првом колу од Алисије Молик. У Хобарту је поражена у првом колу. На Аустралијан опену је изгубила у другом колу од Саре Ерани. На Ју-Ес опену је била поражена од Ане Ивановић.

### 2011
Макарова је однела победу у мечу против Ане Ивановић на Аустралијан опену. Меч је имао три сета и трајао је 2 сата и 47 минута. Затим је победила Лесију Цуренко и Надију Петрову. Најбољи низ Макарове у каријери на гренд слем турниру окончала је у четвртом колу поразом од Ким Клајстерс.
Стигла је до четвртог кола Отвореног првенства Француске, пре него што је изгубила од четвртог носиоца Викторије Азаренке. Изгубила је своје прве мечеве на Вимблдону и Ју-Ес опену.

### 2012-2015
Макарова је стигла до трећег кола Отвореног првенства у Синсинатију забележивши победе над Надијом Петровом и Аном Татишвили, пре него што је изгубила од Саманте Стосур. На Ју-Ес опену је изгубила од Серене Вилијамс у трећем колу. Удружила се са Бруном Соарешом како би победила у такмичењу мешовитих парова, победивши Квету Пешке и Марцина Матковског у три сета у финалу. То је била њена прва гренд слем титула било које врсте. Након тога је стигла до полуфинала у Сеулу где је изгубила од будуће шампионке Каролин Вознијацки.
2014. године је захваљујући успешној сезони у дублу била квалификовала за ВТА шампионат.
На Отвореном првенству Француске 2015. године Макарова је постигла најбољи резултат на турниру када је стигла до четвртог кола, исто као и 2011. године. Изгубила је меч против Ане Ивановић у три сета, и тако није успела да стигне до свог првог четвртфинала Отвореног првенства Француске.

### 2016
Макарова је у јануару направила паузу у дублу и почела сезону 2016. године на турнирима у Бризбејну и Сиднеју, пласиравши се у друго коло, односно четвртфинале. На Отвореном првенству Аустралије стигла је до четвртог кола у којем бива поражена.
Макарова је стигла до четвртфинала и у синглу и у дублу на Отвореном првенству у Мајамију. Поново се удружила са Јеленом Веснином у дублу у Мадриду и стигла до полуфинала. На наредним турнирима двојац је стигао до два финала заредом - у Риму су изгубиле од Мартине Хингис и Саније Мирзе, док су на Отвореном првенству Француске изгубиле од Каролин Гарсије и Кристине Младеновић. На Вимблдону, пар је изгубио у четвртфиналу од сестара Вилијамс.
Макарова је такође напредовала на травнатом терену у синглу, победивши у шест од осам мечева, да би изгубила од партнерке у дублу Елене Веснине у четвртом колу. У дублу је освојена прва турнирска титула на Роџерс купу и златна медаља на Летњим олимпијским играма исте године.
На Ју-Ес Опену је поражена од Ане Ивановић у првом колу. Њен последњи турнир сезоне био је у Москви где је претрпела још један пораз у првом колу.

### 2017
Макарова се суочила са првопласираном Кербер у првом колу Отвореног првенства Француске, победивши је у два сета; ово је био први пут у историји Отвореног првенства Француске и први пут у историји тениса да првопласирана на ранг листи није успела да се пласира у друго коло.

### 2018
Макарова је завршила годину на 59. месту на листи у синглу и 6. месту на листи у дублу.

### 2019
Годину је започела на Отвореном првенству Аустралије. Изгубила је у првом колу од Кејти Болтер. Овај меч је био први меч одлучен тај-брејком од 10 поена финалног сета.

### 2020
Макарова је 28. јануара 2020. године објавила да се повлачи из професионалног тениса.

## Стил игре
Макарову тренира Јевгенија Мањукова. Она себе описује као играчицу са основне линије, која се најбоље сналази на теренима тврде подлоге. Као леворука тенисерка, Макарова често може да буде тежак противник десноруким играчицама, мада као свој најбољи ударац истиче дворучни бекхенд. Омиљени турнир јој је Куп Кремља у њеном родном граду Москви, а као своје идоле истиче Анастасију Мискину и Роџера Федерера.

## Контроверзе
На Отвореном првенству Аустралије 2011. Макарова је, пред свој меч против трећег носиоца Ким Клајстерс, замољена да пресвуче своју мајицу. Судија Маријана Алвес приметила је да је лого компаније која производи спортску опрему коју носи Макарова превелики, што правила гренд слем турнира строго забрањују. Макарова је без речи учинила оно што је од ње тражено. Она је тај меч изгубила резултатом 7–6(3), 6–2.

## Гренд слем финала

### Мешовити парови (0–1)
| Исход | Година | Турнир                        | Подлога | Партнер           | Противници             | Резултат |
| Пораз | 2010.  | Отворено првенство Аустралије | Тврда   | Јарослав Левински | Кара Блек Леандер Паес | 7–5, 6–3 |

## ВТА финала (5)

### Победе појединачно (1)
| Легенда: Пре 2009.       | Легенда: Од 2009. |
| ------------------------ | ----------------- |
| Гренд слем турнири       |                   |
| Завршна првенства сезоне |                   |
| категорија               | Обавезни Премијер |
| категорија               | Премијер 5        |
| категорија               | Премијер (1)      |
| и категорија             | Међународни       |

| Бр. | Датум         | Турнир  | Подлога | Противница         | Резултат    |
| 1.  | 19. јун 2010. | Истборн | Трава   | Викторија Азаренка | 7–6(5), 6–4 |

### Порази појединачно (2)
| Легенда: Пре 2009. | Легенда: Од 2009. |
| ------------------ | ----------------- |
| Гренд слем         |                   |
| ВТА шампионат      |                   |
| Тијер I            | Главни Премијер   |
| Тијер II           | Премијер 5        |
| Тијер III          | Премијер          |
| Тијер IV и V (2)   | Интернашонал (2)  |

| Бр. | Датум           | Турнир  | Подлога | Противница            | Резултат |
| 1.  | 30. април 2009. | Фес     | Шљака   | Анабел Медина Гаригес | 0–6, 1–6 |
| 2.  | 7. мај 2009.    | Ешторил | Шљака   | Јанина Викмајер       | 5–7, 2–6 |

### Победе у паровима (1)
| Легенда: Пре 2009. | Легенда: Од 2009. |
| ------------------ | ----------------- |
| Гренд слем         |                   |
| ВТА шампионат      |                   |
| Тијер I            | Главни Премијер   |
| Тијер II           | Премијер 5        |
| Тијер III          | Премијер          |
| Тијер IV и V       | Интернашонал (1)  |

| Бр. | Датум        | Турнир | Подлога | Партнерка        | Противнице                     | Резултат       |
| 1.  | 3. мај 2009. | Фес    | Шљака   | Алиса Клејбанова | Марија Кириленко Сорана Крстеа | 6–3, 2–6, 10–8 |

### Порази у паровима (3)
| Легенда: Пре 2009. | Легенда: Од 2009.   |
| ------------------ | ------------------- |
| Гренд слем         |                     |
| ВТА шампионат      |                     |
| Тијер I            | Главни Премијер (1) |
| Тијер II           | Премијер 5          |
| Тијер III          | Премијер            |
| Тијер IV и V (2)   | Интернашонал        |

| Бр. | Датум             | Турнир   | Подлога | Партнерка        | Противнице                                    | Резултат |
| 1.  | 4. мај 2008.      | Фес      | Шљака   | Алиса Клејбанова | Сорана Крстеа Анастасија Пављученкова         | 2–6, 2–6 |
| 2.  | 24. јул 2008.     | Порторож | Тврда   | Вера Душевина    | Анабел Медина Гаригес Вирхинија Руано Паскуал | 4–6, 1–6 |
| 3.  | 10. октобар 2010. | Пекинг   | Тврда   | Ала Кудријавцева | Пенг Шуај Су-Веј Сје                          | 3–6, 1–6 |